# A Rúa Vella
A Rúa Vella es una entidad de población situada en la parroquia de La Rúa, del municipio español de Rúa, en la provincia de Orense, Galicia.

## Demografía
La entidad de población de A Rúa Vella no consta ni en las bases de datos del INE ni en las del IGE por lo que se desconocen los datos demográficos de la misma.